# Classic Motor Carriages

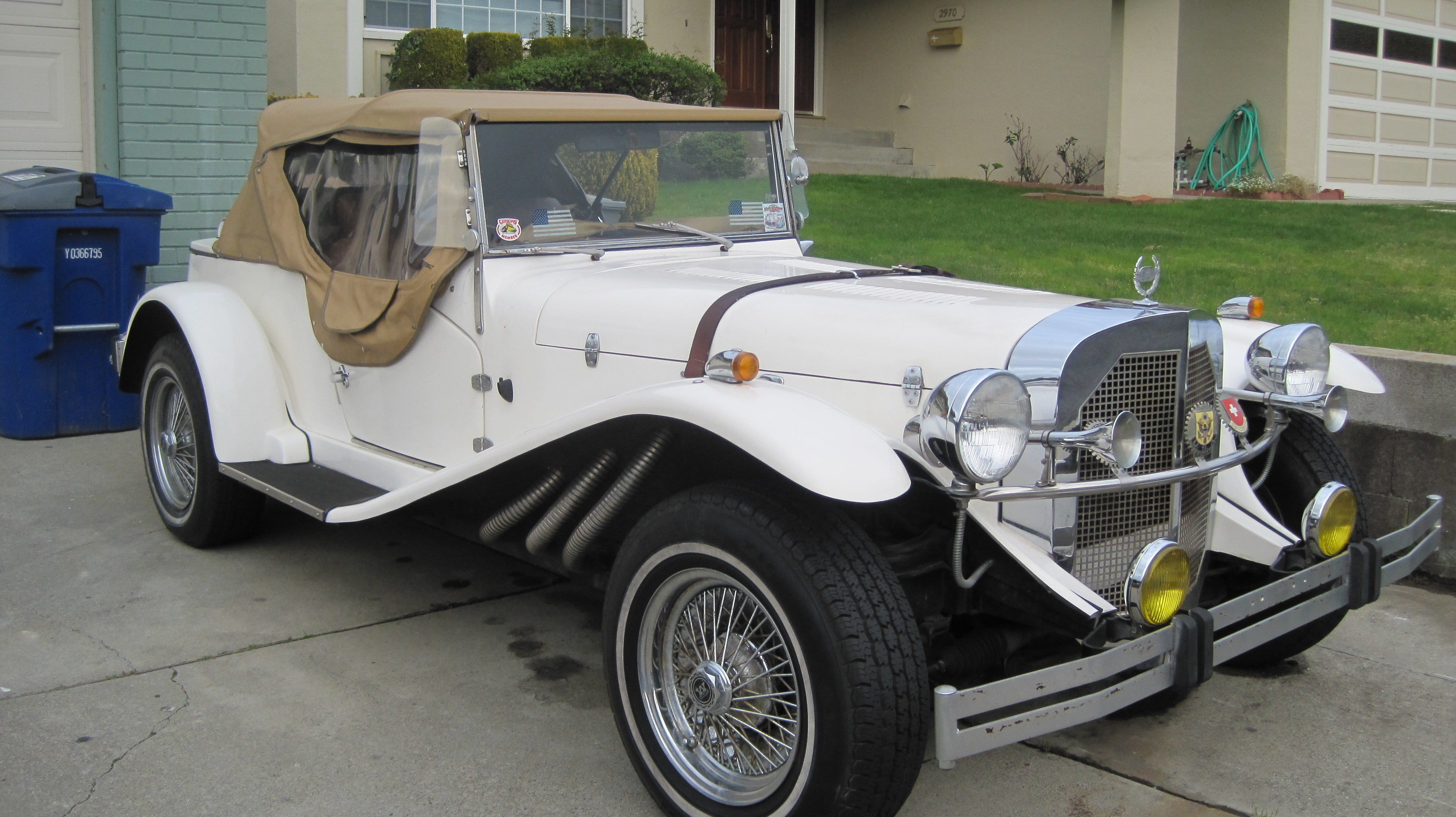
CMC Gazelle

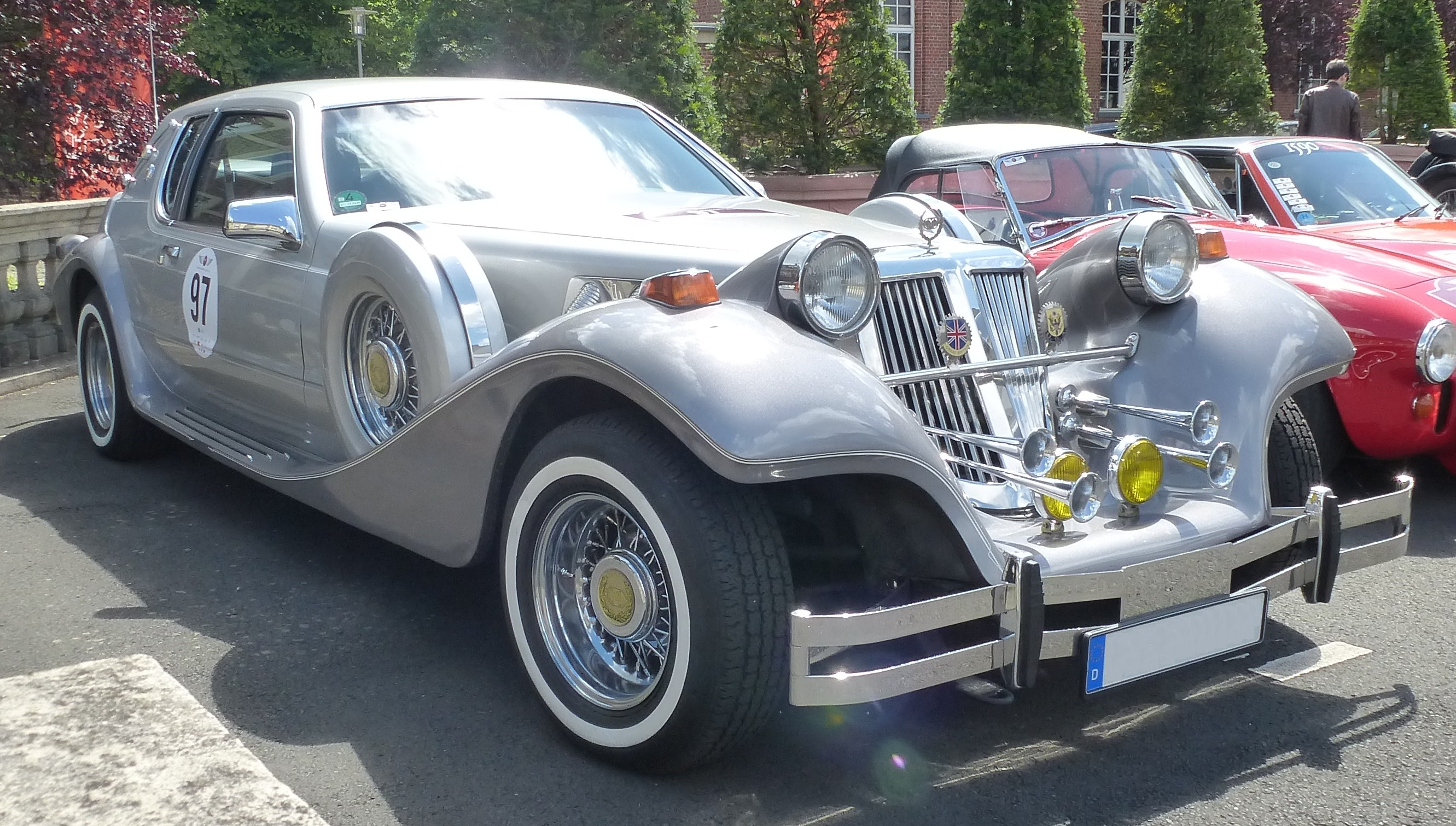
CMC Tiffany

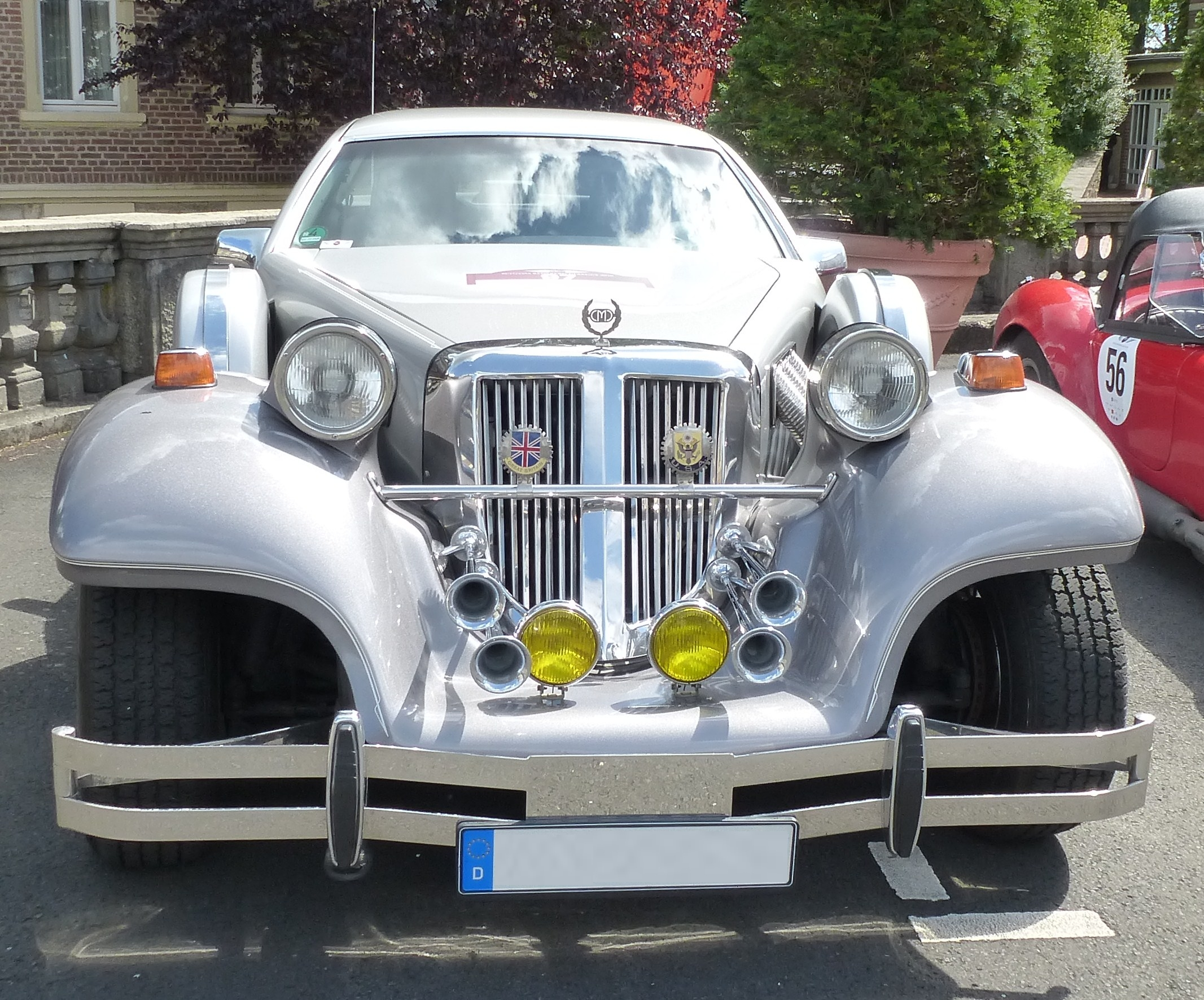
CMC Tiffany (Front)

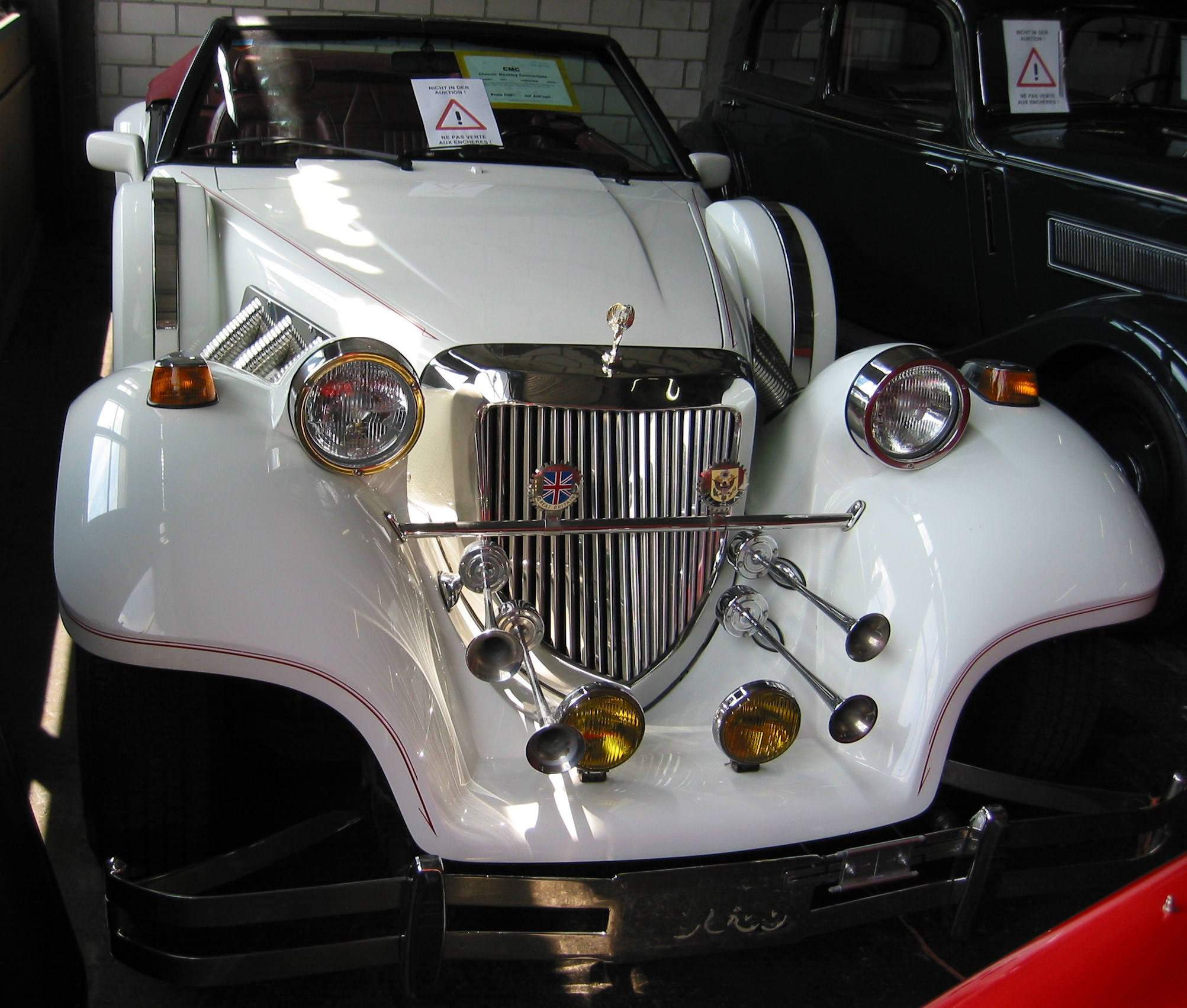
CMC Destiny

Classic Motor Carriages war ein US-amerikanischer Hersteller von Automobilen.

## Unternehmensgeschichte
Das Unternehmen wurde 1973 in Miami in Florida gegründet. Eine andere Quelle meint dagegen, dass das Unternehmen bis 1978 Tiffany Motor Cars hieß, seinen Sitz in Oka Lopa (gemeint ist Opa-locka) in Florida hatte, von Charlie Massing geleitet wurde und 13 Mitarbeiter hatte. Die Internetseite opencorporates nennt als Gründungsdatum den 29. März 1978. Die Produktion von Automobilen und Kit Cars begann. Der Markenname lautete CMC, wobei auch Classic Motor Carriages und Classic überliefert sind. Eine Quelle meint, dass das Unternehmen ab 1977 als Royale Manufacturing Co. firmierte, was keine andere Quelle bestätigt. Laut zweier Quellen übernahm George Levin 1978 das Unternehmen und expandierte. Es war eines der größten der Branche und hatte viele verschiedene Modelle im Angebot. In den 1980er Jahren wurde Fiberfab Inc. übernommen. 1996 endete die Produktion nach einem Gerichtsurteil des Staates Florida. Das Unternehmen soll Kunden betrogen haben.
Eine Quelle meint, dass das Unternehmen nach der Auflösung zunächst als Street Beasts und inzwischen als Tiffany Cars firmiert.
Eine andere Quelle nennt die Alternativnamen Innovative Street Machines, Classic Auto Replicas, C.A.R.S., Auto Resolution, Champion Auto Works und GGL. Dazu ist anzumerken, dass George Levin am 15. April 1996 die Auto Resolution Inc. in Fort Lauderdale, am gleichen Tag die Auto Resolution Ltd. in Miami und am 17. September 1998 in Fort Lauderdale die Innovative Street Machines Inc. gründete. Diese Unternehmen existieren ebenfalls nicht mehr.

## Fahrzeuge
Im Angebot standen Nachbildungen klassischer Automobile. Zu den Vorbildern gehörten AC Cobra, Bugatti, Ford Victoria von 1933, Ford von 1934, MG TD und Porsche 356 Speedster. Für den Speedster wurde das Fahrgestell eines VW Käfer auf 210 cm gekürzt.
Eigenständige Modelle im Stil der 1930er Jahre waren Gazelle, Royale und Tiffany. Der Gazelle ähnelte entfernt einem Mercedes-Benz der genannten Zeit und basierte wahlweise auf einem Fahrgestell vom VW Käfer oder auf dem Ford Pinto. Außerdem wird der Destiny genannt. Auffallend bei diesen Modellen ist der schräg gestellte Kühlergrill, der nach unten hin schmaler wird, die teilingetrierten Scheinwerfer, die vordere Stoßstange sowie die beiderseits der Motorhaube montierten Reserveräder.